# Desa Songan B
Desa Songan B är en administrativ by i Indonesien.   Den ligger i provinsen Provinsi Bali, i den sydvästra delen av landet, 1 000 km öster om huvudstaden Jakarta. Desa Songan B ligger på ön Bali. Den ligger vid sjön Danau Batur.